# Kościół Najświętszej Maryi Panny Niepokalanie Poczętej w Wolsztynie
Kościół NMP Niepokalanie Poczętej (Fara) w Wolsztynie – rzymskokatolicki kościół parafialny w mieście Wolsztyn. Należy do dekanatu wolsztyńskiego. Mieści się przy ulicy Roberta Kocha. 

## Historia
Kościół w Wolsztynie istniał już w pierwszych dziesiątkach lat XV stulecia, ale nie przetrwał on do naszych czasów. Następny, drewniany wzniesiony około 1630 roku, został rozebrany około 1760 roku. W 1787 roku świątynia otrzymała wezwanie Niepokalanego Poczęcia NMP (wcześniej była pod wezwaniem Wniebowzięcia NMP). 
Obecna świątynia została zbudowana w latach 1767 (poświęcenie kamienia węgielnego) –1769 w stylu barokowym. Poświęcona przez opata z Obry - Jana Nepomucena Bystrama. Prawdopodobnie pracami budowlanymi kierował Antoni Hoene Wroński z Poznania. Powstała wtedy monumentalna budowla – halowa, trójnawowa, na planie prostokąta. Do jednonawowego prezbiterium były dobudowane po bokach zakrystia i skarbiec – pomieszczenia z emporami znajdującymi się na poziomie drugiej kondygnacji. Podczas tej budowy wnętrze świątyni zostało pokryte kopułami, na których zostały namalowane freski; autorem tychże jest polski malarz Jan Byszkowski, uczeń włoskiego malarza Tombariego. W tej postaci kościół przetrwał do 1925 roku. Wyjątek stanowi wieża, która została zniszczona w wielkim pożarze miasta w 1810 roku, odbudowana ostatecznie w 1830 roku.
W 1925 dokonano gruntownego remontu i przebudowy świątyni przez Stanisława Wróblewskiego z Poznania na polecenie księdza proboszcza – Zdzisława Zakrzewskiego. Kościół otrzymał nową zakrystię, do której wchodzi się przez przejście za ołtarzem głównym bądź kruchtę. Stara zakrystia i skarbiec utraciły swoją dawną rolę i są obecnie połączone z prezbiterium za pomocą łuków, pełnią dziś funkcję kaplic ze znajdującymi się w nich ołtarzami. 
Fara nie uległa dewastacji, jak wiele innych kościołów w czasie wojny, jednak wymagała remontu. Odbył się on w latach 1946-1950 z inicjacji ks. proboszcza Antoniego Gryczki i ks. Teodora Lercha. Dalsze odnowy (m.in. posadzki i naprawy wieży) dokonywali następni powojenni proboszczowie. Od 2009 roku fara przechodziła kolejny znaczący remont, prowadzony przez ks. proboszcza Sławomira Majchrzaka. W jego trakcie poddano gruntownej renowacji wszystkie ołtarze (w tym wielki ołtarz), wykonano kaplicę Wieczystej Adoracji, odnowiono ambonę i chrzcielnicę oraz w 2014 roku odrestaurowano organy kościoła.   

## Budynek z zewnątrz

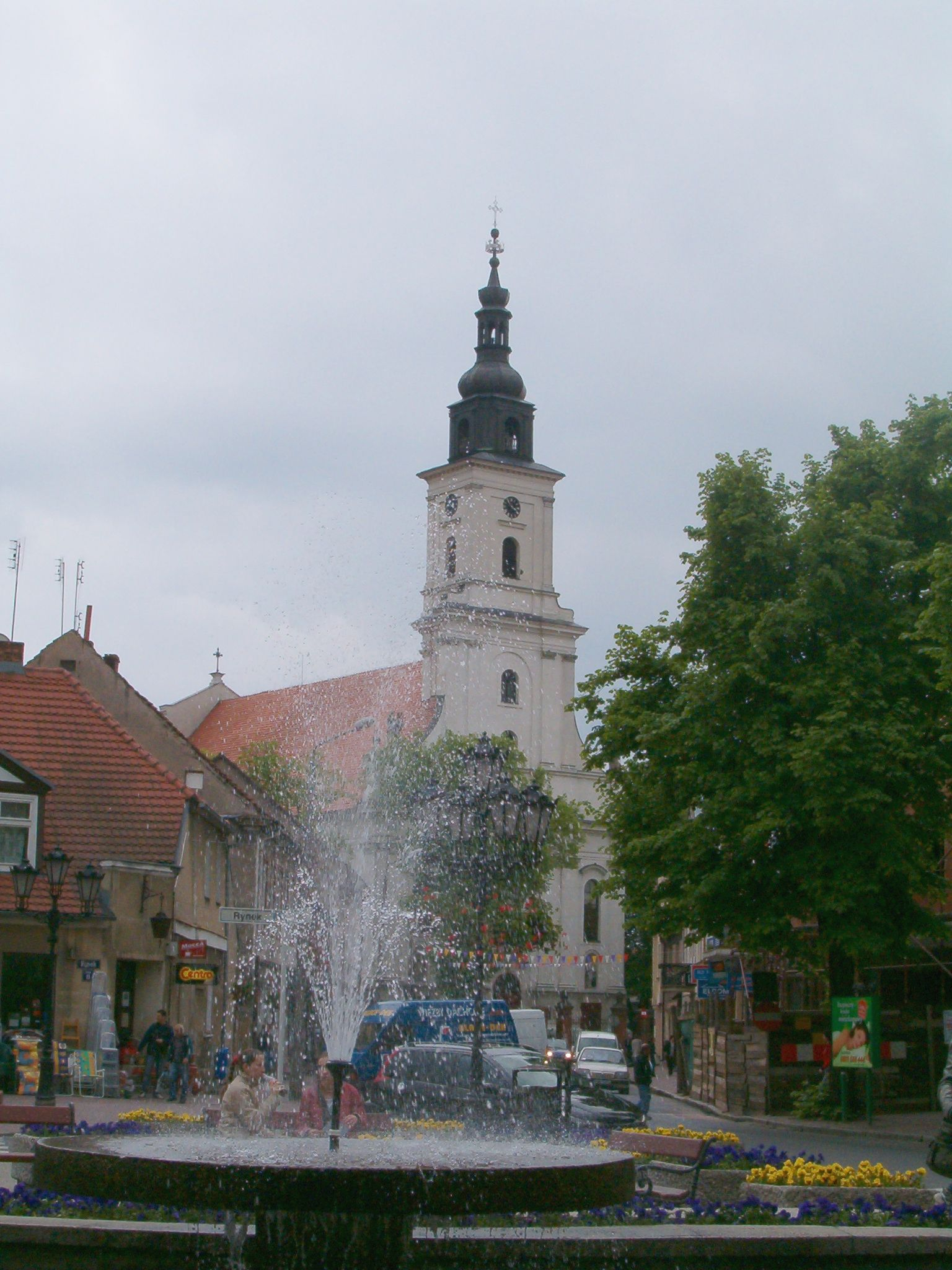
Widok na wieżę farną (z rynku)

### Wieża
Wieża kościoła farnego pierwotnie posiadała hełm obeliskowy, blaszany. Spłonęła podczas wielkiego pożaru miasta 19 marca 1810 roku, którą w przeciągu jedenastu lat odbudowano. 
Proboszcz wolsztyński- Ks. Leonard Szymański w latach osiemdziesiątych ubiegłego stulecia, dla uczczenia dwusetnej rocznicy benedykcji kościoła parafialnego postanowił wraz z parafianami przywrócić wieży farnej jej pierwotny kształt- kopułę z latarnią- według projektu architekta Stanisława Siedlarka. Nowe zwieńczenie składające się z kondygnacji pośredniej, kopuły przechodzącej w latarnię oraz hełmu, wyższe od poprzedniego o 20 metrów, nadało wieży jej dawny, wspaniały wygląd. Jednocześnie 3 grudnia 1983 roku umieszczono na wieży trzy dzwony.  

### Dzwony i Dzwonnica
Na terenie kościoła znajduje się późnobarokowa dzwonnica z końca XVIII wieku, odnowiona w XIX i XX wieku. Wymurowana na planie kwadratu ze ściętymi narożnikami, ujętymi w pilastry. Dach kryty blachą, stożkowy, ośmiodzielny. We wnęce od frontu znajduje się rzeźba Ukrzyżowanego, dzieło Edwarda Przymuszały z roku 1934. 
W dzwonnicy znajdowały się cztery dzwony: jeden z oku 1522, drugi z 1534, trzeci z 1617 i czwarty z XVIII wieku.
Na wieży kościoła znajdują się trzy dzwony, umieszczone 3 grudnia 1983 roku, w tym jeden nowy o imieniu św. Maksymilian. 

### Elewacja południowa
Elewacja południowa fary jest bardzo zdobiona. W środkowym polu szczytu, we wnęce znajduje się późnobarokowa rzeźba kamienna Najświętszej Marii Panny Niepokalanej. Jest ona trójdzielna, ma wysoki szczyt, ujęty wolutami, opilastrowany, zwieńczony gzymsowym, trójkątnym frontem. Ponad belkowaniem znajduje się attyka, na której znajdują się rzeźby św. Floriana i św. Stanisława biskupa z około 1870 roku. 
Fasada jest częściowo zakryta dobudowaną w roku 1925 zakrystią.

## Prezbiterium i ołtarz główny
W prezbiterium znajduje się monumentalny, czterokolumnowy ołtarz główny wzniesiony dla obrazu NMP Niepokalanie Poczętej, który powstał na przełomie XVI i XVII wieku. Ołtarz ozdobiony jest licznymi rzeźbami aniołków oraz rzeźby czterech Ewangelistów. 
W ołtarzu głównym znajduje się obraz NMP Niepokalanie Poczętej, powstały w XVII stuleciu i znajdował się w roku 1666 w starym kościele św. Katarzyny w Komorowie. Ozdobiony barkową sukienką został w 2. poł. XVIII w. na zlecenie ks. F. Paschalskiego, z wotów srebrnych, nagromadzonych w kościele komorowskim, z którego uroczyście przeniesiono ów bardzo czczony wizerunek i umieszczono w wielkim ołtarzu wolsztyńskiej fary 7 grudnia 1783 roku. Obrazem zasłaniającym wizerunek NMP Niepokalanej, ukazujący Świętą Rodzinę z Nazaretu, wzór rodzin chrześcijańskich, inspirowany Zaślubinami Marii Rafaela.
Prezbiterium wraz z ołtarzem głównym zostały gruntownie wyremontowane w latach 2009-2010 przez proboszcza ks. Sławomira Majchrzaka.

## Wnętrze kościoła
Fara posiada szeroką i niezbyt długą nawę główną, pozwalającą z każdego miejsca dobrze widzieć ołtarz i słyszeć kaznodzieje. Nawy boczne pozwalały ustawić ołtarze do indywidualnej kontemplacji i modlitwy. Oddzielone od nawy głównej smukłymi, ośmiobocznymi filarami międzynawowymi, opiętymi pilastrami z rokokową ornamentacją w miejsce głowic pozwalały na swobodne krążenie procesji wewnątrz kościoła. 

### Ambona
Ambona jest późnobarokowa. Znajdują się na niej rzeźby ojców Kościoła, umieszczone na korpusie: św. Ambrożego, św. Augustyna, św. Jana Chryzostoma i św. Grzegorza Wielkiego. Na zwieńczeniu baldachimu znajduje się rzeźba Chrystusa, Salvador Mundi- Zbawiciela Świata. 

### Chrzcielnica
Chrzcielnica z rzeźbioną grupą Chrztu Chrystusa na tle upiętej draperii, zwieńczanej baldachimem. Chrzcielnica w kształcie klasycystycznego wazonu.

### Chór organowy
Chór organowy ujęty w podwójne filary, podtrzymywany przez dwie kariatydy anielskie, stanowi jeden z najpiękniejszych elementów architektonicznych fary. Są tu wyraźne wpływy jezuickie (praktycznie identyczne ośmiokątne filary, znajdują się w jezuickim kościele św. Jana, w Wilnie). Balkon chóru muzycznego jest podtrzymywany przez rzeźby aniołów. 

### Droga Krzyżowa
Stacje drogi krzyżowej zostały poświęcone w 1927 roku przez ks. Zdzisława Zakrzewskiego, proboszcza wolsztyńskiego i dziekana zbąszyńskiego, pochodzącego z Veauxcouleurs pod Paryżem. Stacje wykonane są z terakoty, w dwóch odcieniach bieli, mające tło z połyskiem i matowe figury oraz są w cementowych, pomalowanych na różowo ramach. Drewniane krzyżyki pierwotnie były złocone. 
Dawna, barokowa droga krzyżowa, będąca darem rodziny Gajewskich w latach 1775-1780, została przekazana w darze Ojcom Oblatom do kościoła klasztornego w Obrze. 

### Krypty
Pod nawą główną fary znajdują się krypty w których zostali pochowani fundatorzy kościoła- Rafał i Katarzyna z Tworzyańskich Gajewskich oraz rodzina Gajewskich.

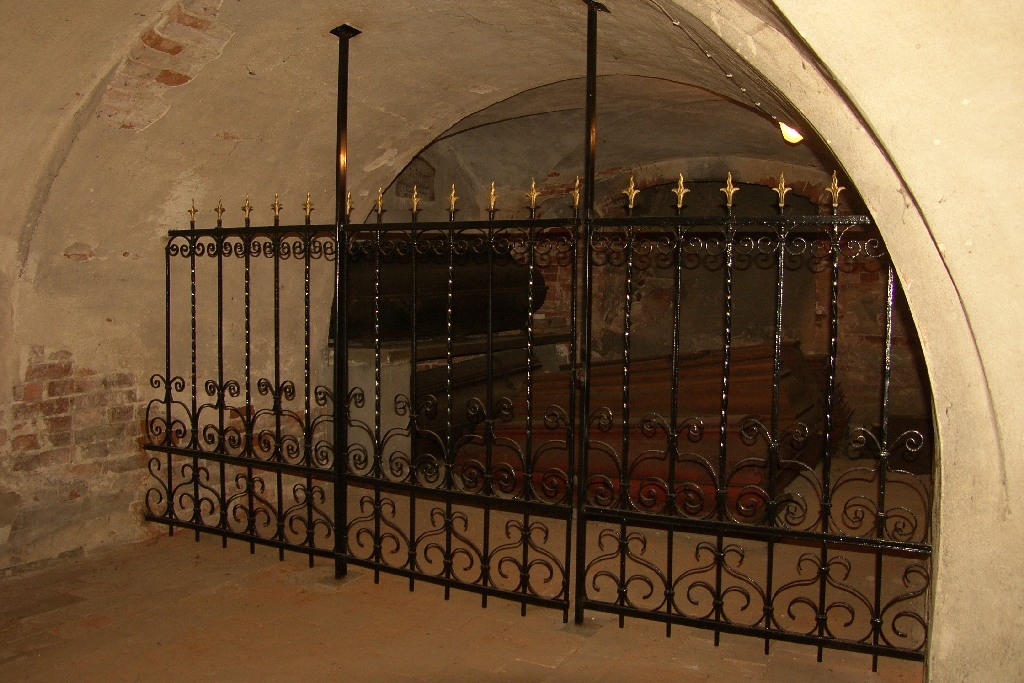
Krypty

### Organy
Organy w wolsztyńskiej farze pochodzą z roku 1879 i są produkcji firmy Gebrüder Walter. Przypuszczalnie od czasu powstania nie były one przebudowywane, zaś piszczałki prospektowe nie zostały przekazane na działania wojenne podczas I wojny światowej. Instrument został wyposażony w mechaniczną trakturę gry i rejestrów oraz wiatrownice stożkowe. Grający siedzi przodem do głównego ołtarza. Zachowane jest oryginalne urządzenie do kalikowania, które jest sprawne mimo elektrycznego zasilania. Organy są codziennie wykorzystywane do liturgii, a co roku w sierpniu mają na nich miejsce koncerty. Generalny remont w latach 2013-2014 przeprowadziła firma Adama Olejnika ''Ars Organum'', która też obecnie opiekuje się instrumentem. Po remoncie organy zostały poświęcone 30 listopada 2014 r, przez abp. Stanisława Gądeckiego, metropolitę poznańskiego.

#### Dyspozycja instrumentu
| Manuał I (C-f''')            | Manuał II (C-f''')                 | Pedał (C-d')         |
| ---------------------------- | ---------------------------------- | -------------------- |
| 1. Bordun 16'                | 1. Principal 8 Fuß                 | 1. Principal 16 Fuß  |
| 2. Prinzipal 8'              | 2. Aeoline 8 Fuß                   | 2. Subbaß 16 Fuß     |
| 3. Hohlflaute 8'             | 3. Salicet 8 Fuß                   | 3. Octavbaß 8 Fuß    |
| 4. Gamba 8'                  | 4. Gedact 8 Fuß                    | 4. Violoncello 8 Fuß |
| 5. Rohrflaute 4'             | 5. Portunal 8 Fuß                  | 5. Posaune 16 Fuß    |
| 6. Oktave 4'                 | 6. Flaut travers 4 Fuß             |                      |
| 7. Quinte 2 2/3'             | 7. Octave 4 Fuß                    |                      |
| 8. Supper octave 2'          | 8. Progressiv harmonica 1-2-3 fach |                      |
| 9. Mixtur 3-4 fach           | 9. Fagott Oboe 8 Fuß               |                      |
| 10. Cornet 3 fach 1' (od c') |                                    |                      |
| 11. Trompete 8'              |                                    |                      |

##### Urządzenia pomocnicze
- Manual Coppel
- Pedalcoppel
- Tutti
- Forte
- Piano
- Crescendo (żaluzje II manuału)
- Calcanten ruf (dzwonek kalikancki)
- Evacuant

## Ołtarze boczne
Ołtarze w nawach bocznych ustawione są analogicznie parami:

### Dwukolumnowe, rokokowe z 1780 roku
- Ołtarz Matki Bożej Różańcowej

Znajduje się w nim obraz NMP, pochodzący z XVIII wieku, otoczonej piętnastoma tondami, w których przedstawione są tajemnice różańcowe. Obraz sprowadził z Rzymu patron kościoła- Apolinary Gajewski. Przy ołtarzu skupiało się Bractwo Różańcowe erygowane w 1674 roku. Znajdują się na nim rzeźby: św. Józefa i nieznanego świętego oraz płaskorzeźbę św. Jana Chrzciciela. Ołtarz otrzymał w 2012 roku obraz św. Jana Pawła II, umieszczony w rokokowym tondzie. 
- Ołtarz św. Krzyża

Do czasu przebudowy kościoła w 1925 roku umieszczony był równolegle do wielkiego ołtarza. W ołtarzu znajduje się Krucyfiks i rzeźby: Matki Boskiej Bolesnej i św. Jana. Od 2012 roku został umieszczony w rokokowym tondzie nowy obraz- św. Ojca Pio. 

### Rokokowo - klasycystyczne, z lat 1787-1790
- Ołtarz Przemienienia Pańskiego

Znajduje się w nim obraz będący kopią dzieła Rafaela, sprowadzonym z Rzymu przez Adama Gajewskiego. Był to ołtarz Bractwa Literackiego, założonego w Wolsztynie przed rokiem 1603.
- Ołtarz św. Rafała Archanioła

Posiada obraz św. Rafała Archanioła, który pochyla się nad uciśnionymi i łagodzi udręki sprawiedliwych. Umieszczenie tego ołtarza w farze wiąże się niewątpliwie z niespokojną historią tego miasta, które często nawiedzały epidemie, zarazy, nieurodzaje, pożary i najazdy. 
- Ołtarz św. Rocha

Święty w stroju pielgrzyma, wsparty na lasce pielgrzymiej, z aniołem u boku, z bukłakiem na wodę, torbą podróżną i z psem, niosącym chleb w pysku - był od średniowiecza jednym z najpopularniejszych świętych, czczonych jako orędownik w czasie epidemii (szczególnie dżumy i cholery), w chorobach nóg, zakażeniach,  wściekliźnie i w nieszczęściach. Doznawał wielkiej czci w wolsztyńskiej farze, gdyż miasto i okolice często nawiedzały różne epidemie.
- Ołtarz św. Kajetana

Umieszczony został w farze prawdopodobnie jako wyraz uznania dla osoby wizytatora generalnego ks. Kajetana Gliszczyńskiego, który w 1777 roku, odwiedził parafię farną, podczas budowy świątyni. 

### Kaplica Wieczystej Adoracji

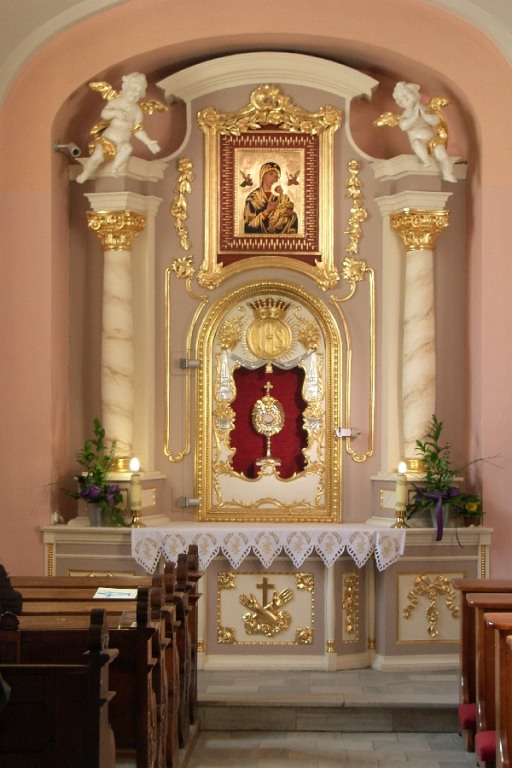
Kaplica Wieczystej Adoracji

Została poświęcona przez Ks. Arcybiskupa Stanisława Gądeckiego, 15 sierpnia 2010 roku. Wcześniej w tym miejscu znajdowała się zakrystia, która została otwarta do prezbiterium w roku 1925, według projektu architekta Stefana Cybichowskiego z Poznania. 

### Kaplica Najświętszego Serca Jezusa
Znajduje się po prawej stronie wielkiego ołtarza. Przed przebudową w 1925 roku mieścił się w tym miejscu skarbiec, ponad którym w miejscu dzisiejszego balkonu znajdowała się biblioteka kościelna. W ołtarzu znajduje się obraz przedstawiający Chrystusa ubiczowanego- "Ecce Homo".

## Freski

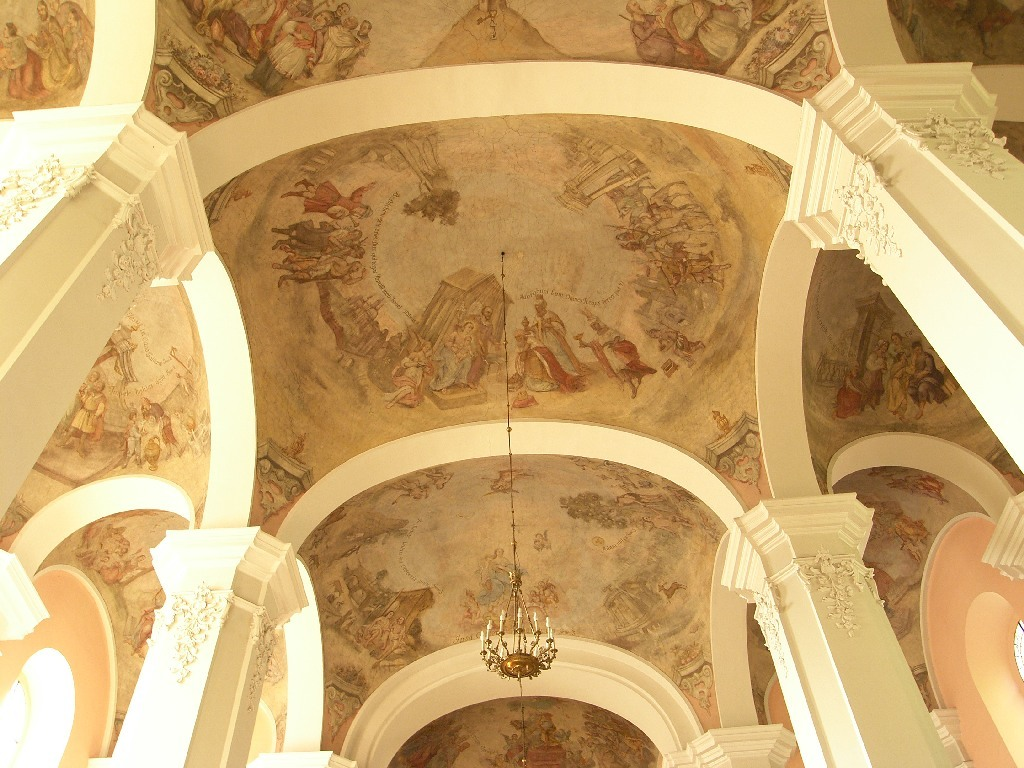
Freski

Prace nad freskami zostały zakończone w 1778. Ich autorem jest Jan Byszkowski, uczeń włoskiego malarza Tombariego. Freski przedstawiają:
- w nawie głównej: dziesięć chórów anielskich, adorację Baranka Bożego, sceny z raju, Narodzenie Jezusa, personifikację władzy świeckiej i duchownej;
- w nawie lewej: św. Rocha, cud w Kanie Galilejskiej, Mojżesza podwyższającego miedzianego węża na pustyni;
- w nawie prawej: źródło tryskające na pustyni po uderzeniu laski Mojżesza, archanioła Rafała z Tobiaszem, sen Jakuba oraz św. Annę.